# Tilljämning
Tilljämning är ett fonologiskt fenomen i vissa nordiska dialekter som innebär att vokalerna i en ordstam och dess ändelse assimileras och närmar sig varandra i kvalitet. Tilljämning är således en form av vokalharmoni. Assimilationen kan vara antingen fullständig eller ofullständig, d.v.s. om stamvokalen helt överensstämmer med ändelsevokalen, eller bara närmar sig den. Ursprungligen är termen norsk, myntad av Ivar Aasen (”tiljævning”) i dennes Norsk Grammatik (1864), men inom norsk dialektologi har termen tiljamning kommit att användas enbart om den ofullständiga tilljämningen, medan den fullständiga i stället kallas utjamning.
Tilljämning påverkar enbart tvåstaviga ord med gammal kort rotstavelse, t.ex. ord som vara eller vecka.
I många dialekter, såväl som i standardsvenskan, har alla äldre korta rotstavelser förlängts i den s.k. kvantitetsomläggningen, vilket innebar att kortstaviga ord fick förlängd vokal (som i vara /VːC/) eller förlängd konsonant (som i vecka /VCː/), men ursprungligen har dessa uttalats med både kort vokal och konsonant /VC/. Vissa dialekter med tilljämning har bevarat kortstavigheten, t.ex. flera dalmål, medan andra har förlängt de gamla kortstavingarna.
Fenomenet är närbesläktat med vokalbalans, ett annat fonologiskt fenomen som förändrar ändelsevokalen beroende på rotstavelsens längd. Exempelvis har ändelsen -a genom vokalbalans i många dialekter med tilljämning övergått till -å i kortstaviga ord, t.ex. älvdalska leså ’läsa’.
Dialekter med tilljämning kan på så sätt uppvisa ord som vørå (av äldre *vera ’vara’) med ofullständig tilljämning av e > ø. I detta fall har stamvokalen närmat sig ändelsen genom att rundas. I vissa andra dialekter i Trøndelag heter det i stället vårrå med fullständig tilljämning från e > å. De allra flesta fall av tilljämning är regressiva, d.v.s. att ändelsevokalen påverkar stamvokalen, men den kan även vara progressiv, t.ex. elverumsmålets nykyl (av äldre nykil ’nyckel’) där stamvokalen påverkat ändelsen.
I Sverige förekommer tilljämning i dialekter i Dalarna, Härjedalen, Jämtland, Västerbotten och Norrbotten. I Norge förekommer fenomenet i Trøndelag, och i dialekterna i Gudbrandsdalen och Østerdalen.